# 稲葉禄子
稲葉 禄子（いなば よしこ、本名：白江 禄子（しらえ - ）、1969年4月15日 - ）は、日本のアマチュア女流棋士（囲碁）、囲碁指導インストラクターである。段位はアマチュア六段。元日本棋院院生。

## 人物
藤村女子高等学校を経て、東京富士大学短期大学部卒業。
日本棋院所属の引退棋士白江治彦八段は義父。夫は、ダイアモンド囲碁サロン経営者の白江徹一。

### 経歴
- 1969年（昭和44年） - 兵庫県に生まれる。幼少時に一家で東京に転居。
- 1975年 - 6歳になる頃に囲碁のルールを一通り覚える。
- 1980年頃-1985年頃 - 日本棋院の院生となり筒井勝美門下で修練を重ねる。
- 1986年 - 全国高校囲碁選手権大会の個人戦で3位。
- 1987年 - 藤村女子高等学校を卒業し、東京富士大学短大に進学する。
- 短大卒業後、海外留学をする。
- 2000年4月-2002年3月 - NHK杯テレビ囲碁トーナメントの司会を務める。
- 2002年 - テレビ囲碁番組制作者会賞を受賞。
- 2003年 - NHK『囲碁の時間』の前期講座『基礎を固めてレベルアップ』と後期講座『白江治彦の置き碁戦略』のアシスタントを務める（なお、講師は前後期ともに白江治彦）。
- 2004年10月-現在 - 囲碁・将棋チャンネル『棋力向上委員会 The PASSION!!』にてプロデュース兼司会を務める。
- 2005年 - NHK『囲碁の時間』の後期講座『大森泰志の自分流のススメ』のアシスタントを務める。
- 2009年 - NHK『囲碁の時間』の後期講座『横田茂昭の厚味の戦略』のアシスタントを務める。

## 著書
- 『囲碁と悪女』 KADOKAWA 、2017年。ISBN 4041062160

## 参考
- 神戸新聞 2009年2月22日 兵庫人挑む
- 囲碁の人ってどんなヒト?―観戦記者の棋界漫遊記 内藤由起子著 毎日コミュニケーションズ